# Institut Polar Noruec
L'Institut Polar Noruec (en noruec: Norsk Polarinstitutt) és la institució nacional de Noruega per a la recerca polar. Funciona sota els auspicis del Ministeri noruec de medi ambient. L'institut organitza expedicions a les regions de l'Àrtida i l'Antàrtida i dirigeix un centre de recerca a Ny-Ålesund. Les oficines es troben a Tromsø i Svalbard, alhora que manté una base cièntifica a la Terra de la Reina Maud, a l'Antàrtida. Unes 160 persones hi treballaven el 2021.
L'antecessor de l'institut va ser el Norges Svalbard-og Ishavsundersøkelser (NSIU) per Adolf Hoel el 1928. Després de la Segona Guerra Mundial, el govern volia distanciar-se d'Adolf Hoel, que havia mostrat massa proximitat amb els interessos en la zona polar de l'Alemanya nazi. El 1948 es va crear l'actual institut. Harald Ulrik Sverdrup, que des de 1936 havia dirigit l'Institució Scripps d'Oceanografia a Califòrnia, en va esdevenir el primer director. El nou institut va absorbir els actius del NSIU.

## Directors[2]

### Norges Svalbard-og Ishavsundersøkelse
- 1928 - 1945 Adolf Hoel
- 1945 - 1948 Anders Orvin

### Norsk Polarinstitutt
- 1948 - 1957 Harald Ulrik Sverdrup
- 1957 - 1960 Anders K. Orvin
- 1960 - 1983 Tore Gjelsvik
- 1983 - 1991 Odd Rogne
- 1991 - 1993 Nils Are Øritsland
- 1993 - 2005 Olav Orheim
- 2005 - 2017 Jan-Gunnar Winther[3]
- 2017 - … Ole Arve Misund[4]